# The Legend of Zelda: Link's Awakening (videojuego de 2019)
The Legend of Zelda: Link's Awakening  es un videojuego de acción y aventura desarrollado por Grezzo y publicado por Nintendo para Nintendo Switch. Es un remake del juego homónimo de 1993 desarrollado originalmente para Game Boy. El juego conserva la perspectiva de vista vertical y los elementos de juego del título original, además de presentar un estilo de arte "retro-moderno" único en la serie, con diseños de personajes tipo juguete y efectos visuales de cambio de inclinación. Su lanzamiento se produjo el 20 de septiembre de 2019.

## Jugabilidad
The Legend of Zelda: Link's Awakening es un juego de acción y aventura con una perspectiva de vista vertical, similar a títulos de las primeras generaciones. Su historia se desarrolla en la isla de Koholint, donde Link, el personaje del jugador, es arrastrado después de que su barco se encontrara atrapado en una tormenta. Al igual que otros juegos de la serie Zelda, el jugador atraviesa un mundo abierto con mazmorras dispersas en todas partes, con secciones para resolver rompecabezas y peleas con jefes. Sin embargo, a diferencia de otros juegos de arriba hacia abajo en la serie, Link's Awakening permite al jugador saltar sobre obstáculos y subir a plataformas, y también cuenta con secciones de plataformas de desplazamiento lateral.

## Desarrollo

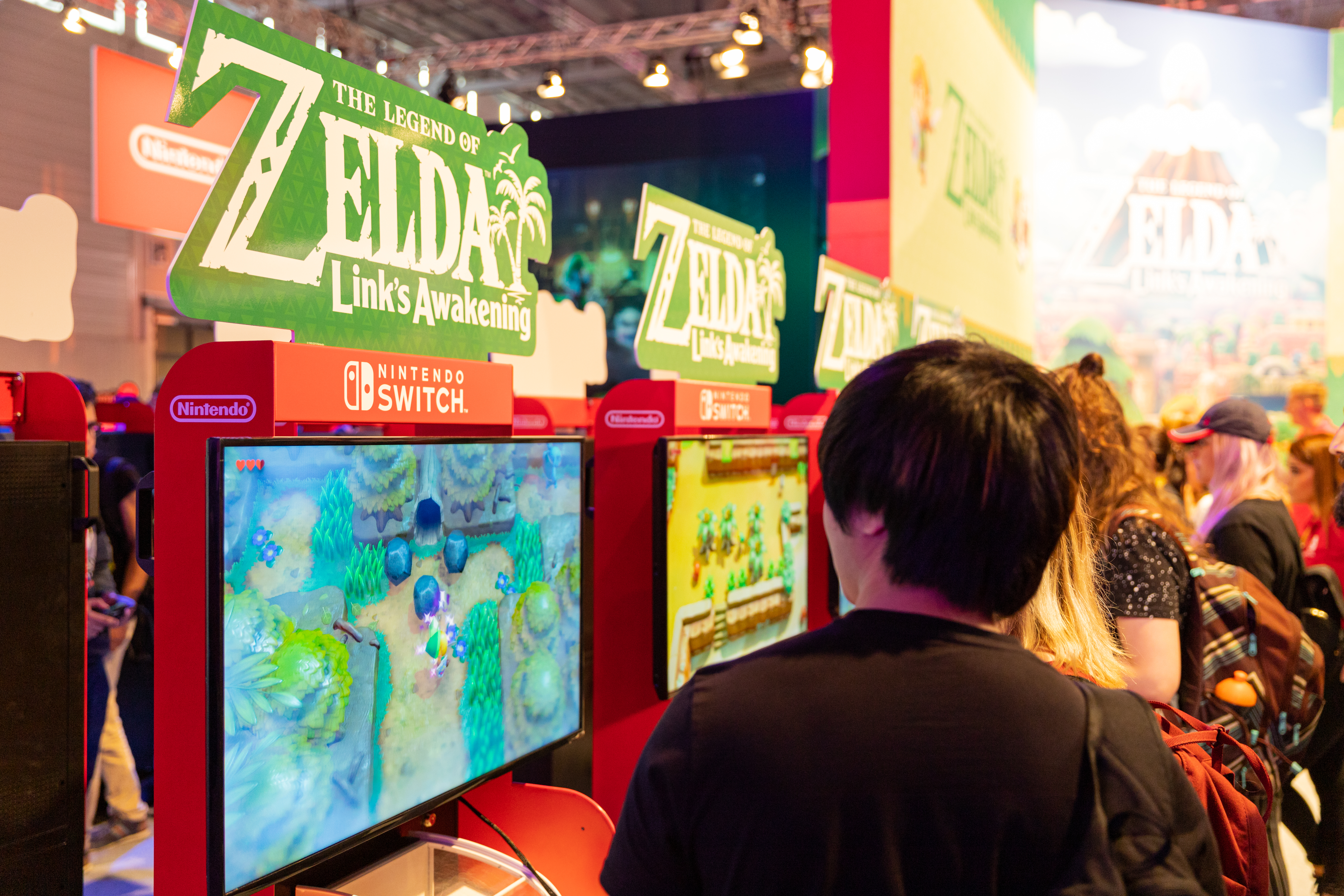
The Legend of Zelda: Link's Awakening en el Gamescom Cologne 2019

The Legend of Zelda: Link's Awakening es una adaptación (remake) del juego homónimo de 1993 desarrollado para Game Boy. Link's Awakening había sido remasterizado previamente para Game Boy Color en 1998. Mientras que el juego original se presentó en gráficos 2D en una proporción cuadrada en la Game Boy, la nueva versión se presenta en gráficos en 3D y una proporción de pantalla ancha en el Nintendo Switch. Sin embargo, algunas secciones de las mazmorras del juego no llenan el ancho de la pantalla, ya que ciertos rompecabezas y luchas contra jefes fueron diseñados para funcionar con el recuento de fichas de la proporción de cuadrados original del juego. El juego adopta un estilo de arte "retro-moderno" distinto de otros juegos contemporáneos  de la serie, apartándose del estilo de A Link to the Past, pero conservando su simplicidad. Los diseños de personajes de plastilina similares a juguetes también se alejan de los diseños inspirados en Wind Waker típicos de los juegos de Zelda de perspectiva vertical desde el lanzamiento de Four Swords Adventures. Su presentación visual presenta un efecto de cambio de inclinación que exagera la perspectiva y la profundidad de campo de la cámara.

## Lanzamiento
The Legend of Zelda: Link's Awakening se anunció a través de un tráiler mostrado durante la edición del 13 de febrero de 2019 de Nintendo Direct. El juego fue publicado por Nintendo el 20 de septiembre de 2019 para la Nintendo Switch, distribuido digitalmente a través del Nintendo eShop, y en cartuchos a través de minoristas.